# Zimtbrustkolibri
Der Zimtbrustkolibri (Leucippus fallax), manchmal auch Rostbrüstchen oder Rotbrüstchen genannt, ist ein Vogel aus der Familie der Kolibris (Trochilidae) und die einzige Art der somit monotypischen Gattung Leucippus. Die Art hat ein großes Verbreitungsgebiet, das sich über die Länder Kolumbien, Venezuela, sowie deren Inseln Margarita und La Tortuga erstreckt. Der Bestand wird von der IUCN als nicht gefährdet (Least Concern) eingeschätzt.

## Merkmale
Der Zimtbrustkolibri hat eine Körperlänge von etwa 8,9 cm, wovon der leicht gebogene Schnabel 2 cm ausmacht. Der Oberschnabel wirkt dunkel, während der Unterschnabel blassrosa ist. Die auffälligen schwarzen Augen sind von einem schmalen weißen Ring umrandet, der hinter dem Auge deutlich dicker wird. Die Oberseite des Männchens ist mattgrün. Die Färbung der Unterseite ist hell zimtfarben und geht am Bauch in Weiß über. Der Schwanz ist abgerundet, wobei die zentralen Steuerfedern mattgrün und die restlichen Schwanzfedern mattgrün mit einem weißen Band bzw. weißen Sprenkeln nahe dem Schwanzende versehen sind. Die Weibchen sehen ähnlich aus, sind aber blasser.

## Verhalten
Der Zimtbrustkolibri ist ein typischer Bewohner von trockenem Wüstenbuschland. Meist alleine unterwegs, verhalten sich die Vögel äußerst aggressiv, indem sie die nur vereinzelt vorhandenen Blüten z. B. von Agaven, anderen Kakteengewächsen oder von Eisenkrautgewächsen der Gattung Stachytarpheta verteidigen. Außerdem ernähren sie sich vom Saft und Fleisch von Kaktusfrüchten der Gattung Armatocereus. Wenn weder Nektar noch Früchte vorhanden sind, ernähren sie sich vorwiegend von Insekten. Typischerweise suchen sie in den unteren Straten nach Futter und ruhen sich dort auch aus.

## Lautäußerungen
Meist singen die Vögel alleine, ganz selten auch zu zweit, von nahe gelegenen Ästen. Der Gesang variiert von tiefen bis zu hohen Tönen. Das beinhaltet auch scharfe Schmatzgeräusche, die sich wie tsik, tsuk-tik-suk anhören und oft lange anhalten. Manchmal klingt es wie tslik, swliit, welches immer wiederholt wird oder wie tschalup, tschik, tschalup, tschik bzw. taschavit, tschit, tschavit, tschat. Somit verfügen sie  über viele Variationen im Gesang. Jedes Männchen scheint sein eigenes Repertoire zu haben, welches aber bei allen Zimtbrustkolibris einem gewissen Muster folgt.

## Fortpflanzung
Während der Balz klettern die Männchen in die oberen Straten und stürzen sich im Halbbogen nach unten, was zu einem mechanischen Windgeräusch führt und von ts'tschip, ts'tschip, ts-tschip...brr-brr-brr-Rufen unterstützt wird, die bis zum unteren Bereich des Sturzfluges abnehmen. Ihr Nest bauen sie zu einem für Kolibris typischen Kelch, der sich in 0,6 bis 2 Metern Höhe befindet. In den trockenen Küstengebieten im Nordwesten des Bundesstaates Sucre brüten sie von Mai bis September. Danach verlassen sie die Brutgebiete wieder und sind in der Trockenzeit von November bis Mitte April landeinwärts zu finden.

## Lebensraum

Verbreitungsgebiet (grün) des Zimtbrustkolibris

Zimtbrustkolibris gelten als Stand- und Zugvögel, die nur kurze Entfernungen zurücklegen. Sie kommen häufig in xerophytischen Gebieten mit Kakteen und Dornensträuchern, in dornigen Waldgebieten, in Trockenwäldern, aber auch in Mangroven vor. Sie halten sich normalerweise in Höhenlagen von 550 bis 800 Metern auf. In Coro sind sie in der Regenzeit im Mai besonders häufig anzutreffen. Zusammen mit dem Kolumbiensmaragdkolibri (Chlorostilbon gibsoni (Fraser, 1840)) ist der Zimtbrustkolibri eine der häufigsten Kolibriarten der Guajira-Halbinsel.

## Etymologie und Forschungsgeschichte
Jules Bourcier beschrieb den Zimtbrustkolibri unter dem Namen Trochilus fallax. Das Typusexemplar hatte er aus Caracas erhalten. 1850 führte Charles Lucien Jules Laurent Bonaparte die Gattung Leucippus u. a. für den Zimtbrustkolibri ein. Der Gattungsname bezieht sich auf »Leukippos Λεύκιππος« aus der griechischen Mythologie. Das Artepitheton  »fallax« leitet sich vom  Lateinischen »fallax, fallacis, fallere« für »falsch, trügerisch, täuschen« ab.
In der Literatur finden sich Synonyme wie Leucippus fallax occidentalis Phelps & Phelps, 1949, Dolerisca Cervina (Gould, 1861), Leucippus fallax richmondi Cory, 1915 und Doleromya pallida (Richmond, 1895).